# Nunnally Vi Britannia
Nunnally Vi Britannia (ナナリー・ヴィ・ブリタニア?, Nanarī Vi Buritania) è un personaggio della serie televisiva anime Code Geass: Lelouch of the Rebellion e delle sue opere derivate. Nella serie Nunnally è una principessa ereditaria del Sacro Impero di Britannia, esiliata dal suo paese in Giappone, dove nasconde la sua vera identità sotto il nome di Nunnally Lamperouge (ナナリー・ランペルージ?, Nanarī Ranperūji). Dopo aver assistito all'uccisione di sua madre, lo shock le ha fatto perdere l'uso della vista e delle gambe, e per questo dipende molto da suo fratello Lelouch.

## Creazione e sviluppo
Il nome di Nunnally è stato scelto per il triangolo che il personaggio forma con Lelouch (Rurushu in lingua originale) e Suzaku Kururugi, i cui nomi contengono il suono "lulu" (scritto "ruru" in giapponese).
È doppiata in giapponese da Kaori Nazuka e in italiano da Veronica Puccio.

## Storia

### Code Geass: Lelouch of the Rebellion
Da piccola Nunnally rimane coinvolta nell'assassinio della madre; lo shock la rende cieca, e le ferite le fanno perdere l'uso delle gambe. Ella ed il fratello Lelouch vengono esiliati in Giappone e usati in ambito diplomatico come merce di scambio. Qui conoscono e stringono amicizia con Suzaku Kururugi. Scoppia la guerra tra il Giappone ed il Sacro Impero di Britannia; con la sconfitta, il primo perde ogni diritto, viene rinominato "Area 11" ed i suoi abitanti "Eleven". Lelouch e Nunnally vanno a vivere in un appartamento dell'Istituto Ashford, sotto la protezione dell'omonima famiglia britanna. Per nascondere le proprie identità, i due fratelli, ufficialmente morti, assungono il cognome "Lamperouge".
Sette anni più tardi Nunnally frequenta le medie all'Istituto Ashford. Una volta, parlando con la sorellina, Lelouch le chiede se abbia un desiderio. La ragazzina risponde che vorrebbe il mondo fosse un posto tranquillo; il fratello le promette che, quando Nunnally riaprirà gli occhi, il mondo sarà in pace. Tramite i media, Nunnally scopre che Suzaku, divenuto Britanno onorario arruolato nell'esercito, è stato arrestato per l'omicidio del Principe Clovis. In pena, ella, come il fratello, è certa dell'innocenza dell'amico. Per salvare Suzaku, Lelouch anticipa i suoi piani, volti a distruggere la Britannia e realizzare, così, il sogno della sorella: egli indossa una maschera assumendo il nome "Zero", e si mette a capo dei terroristi giapponesi; dichiarando di essere l'assassino di Clovis, libera e porta in salvo Suzaku, il quale viene scagionato.
Nunnally viene rapita da Mao, intenzionato a vendicarsi di Lelouch, che lo aveva quasi fatto uccidere. Il fratello e Suzaku, insieme, riescono a salvarla: Lelouch individua il cavo che, tagliato, disinnescherebbe la bomba che pende sul capo della sorella, e, mentre s'intrattiene in una chiesa con Mao, l'amico Suzaku taglia il filo. Lelouch sa che dovrà rinunciare a stare vicino a Nunnally, ma vorrebbe che qualcuno si prendesse cura di lei.
Quando Zero dà inizio alla Black Rebellion, sceglie l'Istituto Ashford come base del suo Ordine, l'Ordine dei Cavalieri Neri, per garantire la sicurezza della sorellina. Il Lancelot di Suzaku ha uno scontro con il Gawain di Zero, ma finisce nella trappola nemica, che disattiva il propulsore principale del knightmare frame. Nunnally chiede agli altri di uscire per aiutare Suzaku, l'unico che possa difenderli; rimasta sola, viene rapita da V.V., lo zio paterno. Informatone, Lelouch abbandona i Cavalieri Neri nel bel mezzo della battaglia, e si reca sull'isola di Kamine, dove C.C. gli dice di avvertire la presenza della ragazzina.

### Code Geass: Lelouch of the Rebellion R2
Un anno dopo, all'Istituto Ashford il ricordo di Nunnally è stato cancellato e sostituito da quello di Rolo tramite il Geass di Charles Zi Britannia. Lelouch riacquista la memoria grazie a C.C. e scopre che Nunnally è ostaggio dell'Imperatore e che è stata nominata nuovo governatore dell'Area 11. Zero guida i Cavalieri Neri in un'operazione volta a rapire il Governatore, ma questa fallisce per l'intervento di Suzaku. Nunnally si insedia nell'Area 11 e ripropone pubblicamente la Regione ad Amministrazione Speciale del Giappone, ideata dalla deceduta Euphemia. Non potendo combattere contro la sorella, Lelouch comunica a Suzaku che accetta di collaborare al progetto del Governatore, e, in cambio, ottiene dal giovane Kururugi l'esilio per sé e per gli altri Cavalieri Neri.
Charles Zi Britannia appare nuovamente, e Lelouch supplica Suzaku di salvare la sorella. Nel confronto con l'amico d'infanzia, Suzaku dice che lo aiuterà ancora una volta, solo per il bene della ragazzina. Lelouch attacca il Palazzo del Governo per prendere la sorellina: ha inizio la Seconda battaglia di Tokyo, tra i ribelli giapponesi e l'esercito di Britannia. Rolo, sotto le direttive di Lelouch, si reca al Palazzo per recuperare Nunnally, ma in realtà vuole uccidere la ragazzina, volendo restare l'unico fratello di Lelouch. Tutto è pronto perché il Governatore evacui dal Palazzo, ma Suzaku, sotto l'effetto del Geass impartitogli da Lelouch sull'isola di Shikine, che gli impone di vivere, attiva la testata F.L.E.I.J.A., di cui è equipaggiato il Lancelot, e Nunnally rimane apparentemente coinvolta nell'esplosione.
Nella Spada di Akasha, Lelouch scopre che la cecità di Nunnally, pensata perché la piccola, rimasta coinvolta nel drammatico episodio, risultasse una fonte d'informazione inattendibile sull'assassinio della madre, venne imposta a Nunnally dal Geass dell'Imperatore, il quale così poteva proteggere la ragazzina da possibili rappresaglie da parte di V.V. Lelouch e Suzaku scoprono che Nunnally è ancora viva. Ella è stata salvata dal fratellastro, Schneizel, e si trova a bordo della fortezza volante del principe, la Damocles. Parlando con i due tramite una video chiamata, Nunnally si dichiara loro nemica: Lelouch è ora l'Imperatore di Britannia e governa come un despota, mentre Suzaku è il suo Cavaliere e gode del titolo di Knight of Zero. Nella battaglia tra le forze armate dell'Impero e quelle dei ribelli, Nunnally insiste perché le venga affidato il telecomando con cui azionare la F.L.E.I.J.A., volendo addossarsi tutte le colpe. Lelouch riesce a raggiungerla, la Principessa decide di non poter continuare a non vedere quanto capita nel mondo, così contrasta il Geass e riapre gli occhi. Il fratello capisce i piani, simili ai propri, della ragazzina, che vuole far diventare la Damocles il simbolo dell'odio, in modo che tutto il rancore si riversi su di essa così che, dopo la distruzione della fortezza, la gente possa avanzare verso il futuro; perciò si decide ad usare il Geass su di lei. Nunnally inizialmente tenta di ribellarsi, ma presto cede al volere di Lelouch e gli affida quel telecomando.
Due mesi dopo, Nunnally è stata arrestata, e deve assistere all'imminente esecuzione di coloro che hanno combattuto contro l'Imperatore; ma, col volto coperto dalla maschera di Zero, Suzaku, ufficialmente morto, appare sulla strada di Lelouch. Supera le guardie, passa da Nunnally, e trafigge mortalmente il tiranno. Lelouch, inerme, cade vicino a Nunnally; la ragazzina posa la mano su quella del fratello, e subito scopre il piano attuato da lui e Suzaku: il primo ha volutamente accumulato l'odio del mondo sulla propria persona, per poi farsi uccidere da Suzaku, a cui ha ceduto la maschera di Zero, e liberare il mondo da quell'odio. Nunnally piange disperata. Dopo la scomparsa di suo fratello, Nunnally è vista incontrare il Primo Ministro giapponese Ohgi, accompagnata da Suzaku nei panni di Zero.

## Descrizione
Nunnally è la quarta principessa del Sacro Impero di Britannia, figlia dell'imperatore Charles Zi Britannia e della defunta imperatrice Marianne Vi Britannia. È la sorella minore di Lelouch, nonché la sua ragione di vita. Nunnally è una ragazza di 14 anni che, in seguito all'assassinio della madre, avvenuto quando lei era piccola, ha perso l'uso della vista e delle gambe. La cecità l'ha resa empatica: la giovane ha imparato a scrutare l'animo delle persone che le stanno vicino toccando le loro mani. Nunnally ha un cuore buono, è onesta, paziente, comprensiva, gentile. Il desiderio di Nunnally concerne un mondo pacifico. È dunque per la sorella che Lelouch vuole cambiare il mondo e dà inizio alla battaglia di Zero, del quale Nunnally ignora l'identità per gran parte della storia. Tuttavia, la ragazzina è più vicina all'ideale di Suzaku, ed è convinta che il mondo possa essere cambiato con metodi gentili.

## Accoglienza
Nel periodo di trasmissione di Code Geass, è arrivata al nono posto nella classifica dei personaggi femminili preferiti di Newtype (uscita di agosto 2007).
Kaori Nazuka ha identificato l'arma di Nunnally nella purezza, una parola che sottintende un concetto positivo, ma che può trasformarsi in qualcosa di spaventoso. Perfino Lelouch, dinnanzi ai sentimenti puliti della sorella, non può che ritirarsi. Giudicando Lelouch, la critica specializzata ha parlato anche di Nunnally. Chris Van Beveridge ha commentato circa il rapporto esistente tra i due fratelli, nello specifico sulla rivalità finale tra l'Imperatore Lelouch e la Principessa Nunnally, definendola straziante.